# Roy Sesana

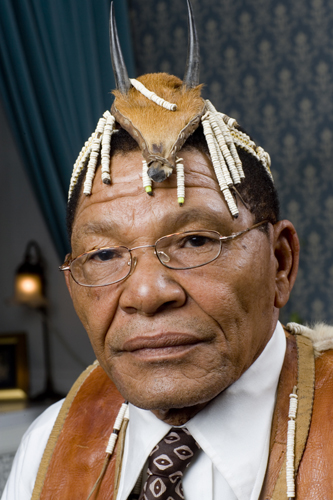
Roy Sesana.

Roy Sesana, född omkring 1950 i den botswanska byn Molapa, är en bushmanaktivist som tillsammans med sin förening First People of the Kalahari arbetar för sitt folks rättigheter.
Sesana bor i New Xade i centrala Kalahari och arbetar som traditionell medicinman. Han flyttade till Sydafrika under några år, men återvände 1971 för att leva tillsammans med dem i nationalparken Kalahari. 1991 grundade han, tillsammans med andra bushmän First People of Kalahari (FPK), en organisation som arbetar för rätten till ett traditionellt liv i reservatet. 1997 tvingades bushfolket att flytta till den nybyggda byn New Xade. Regeringen förstörde brunnar och förbjö bushfolken från att återvända till CKGR. De lydde dock inte förbjudet och blev därför utsatta för förföljelse och tortyr.
2002 uppmärksammade han brotten mot bushfolkens rättigheter och anklagade regeringen i Botswana för att vara skyldiga. Sedan dess har en rättegång hållits i Lobatse och den har kommit att bli landets längsta och dyraste rättegång någonsin. Rättegången pågår fortfarande. 
I september 2005 arresterades Sesana, men blev frigiven några dagar senare. I december 2005 tilldelades han det prestigefyllda priset Right Livelihood Award för hans resoluta motstånd mot tvångsförflyttningarna från sitt traditionella land, och för att FPK uppehåller bushfolkens rätt till sitt traditionella leverne (i CKGR).